# За прірвою у житі
«За прірвою у житі» (англ. Rebel in the Rye) — біографічний драматичний фільм про життя американського письменника Джерома Девіда Селінджера, роль якого виконав Ніколас Голт. Світова прем'єра відбулась на кінофестивалі «Санденс» 24 січня 2017 року. Слоган фільму — «Уяви книгу, яку ти хотів би прочитати, а потім проживи її».

## У ролях
| Актор               | Роль                                            |
| ------------------- | ----------------------------------------------- |
| Ніколас Голт        | Дж. Д. Селінджер американський письменник       |
| Зої Дойч            | Уна О'Нілл кохана Селінджера                    |
| Кевін Спейсі        | Віт Бенетт наставник молодого письменника       |
| Сара Полсон         | Дороті Олдінг підтримувала Селінджера в кар'єрі |
| Віктор Ґарбер       | Сол Селінджер батько письменника                |
| Гоуп Девіс          | Міріам Селінджер                                |
| Браян Д'Арсі Джеймс | Жіру                                            |
| Люсі Бойнтон        | Клер Дуглас                                     |
| Джеймс Урбаняк      | Гас Лобрано                                     |
| Адам Буш            | Найджел Бенч                                    |
| Джефферсон Мейз     | Вільям Максвелл                                 |
| Крістін Фросет      | Ширлі                                           |

## Створення фільму

### Виробництво
У квітні 2014 стало відомо, що актор Денні Стронг дебютує як режисер стрічки про життєвий шлях американського письменника Джерома Девіда Селінджера. Стрічку профінансує Black Label Media, продюсерами стрічки будуть Моллі Сміт, Тад Лакінбілл, Тренд Лакінбілл, Брюс Коен, Джейсон Шуман і Денні Стронг. На роль письменника був затверджений британський актор Ніколас Голт.
Зйомку фільму почались у квітні 2016 в Нью-Йорку.

### Знімальна група
- Кінорежисер — Денні Стронг
- Сценарист — Денні Стронг
- Кінопродюсери — Моллі Сміт, Тад Лакінбілл, Тренд Лакінбілл, Брюс Коен, Джейсон Шуман, Денні Стронг
- Кіномонтаж — Джозеф Крінгс
- Художник-постановник — Діна Голдмен
- Артдиректор — Макі Такіноучі
- Художник по костюмах — Дебора Лінн Скотт
- Підбір акторів — Айві Кауфман[6].

## Сприйняття
На сайті Rotten Tomatoes оцінка стрічки становить 28 % на основі 73 відгуків від критиків (середня оцінка 5,2/10) і 66 % від глядачів із середньою оцінкою 3,7/5 (757 голосів). Фільму зарахований «гнилий помідор» від кінокритиків та «попкорн» від глядачів, Internet Movie Database — 6,6/10 (2 872 голоси), Metacritic — 46/100 (30 відгуків критиків) і 6,3/10 (10 відгуків від глядачів).